# ساپاردیل د لا ریبرا
ساپاردیل د لا ریبرا دهستانی در استان آبیلای اسپانیا است.
در این دهستان ۱۳۰ نفر زندگی می‌کنند. مساحت این دهستان ۴۳٫۹۴ کیلومتر مربع است.